# Pyramiden von La Palma

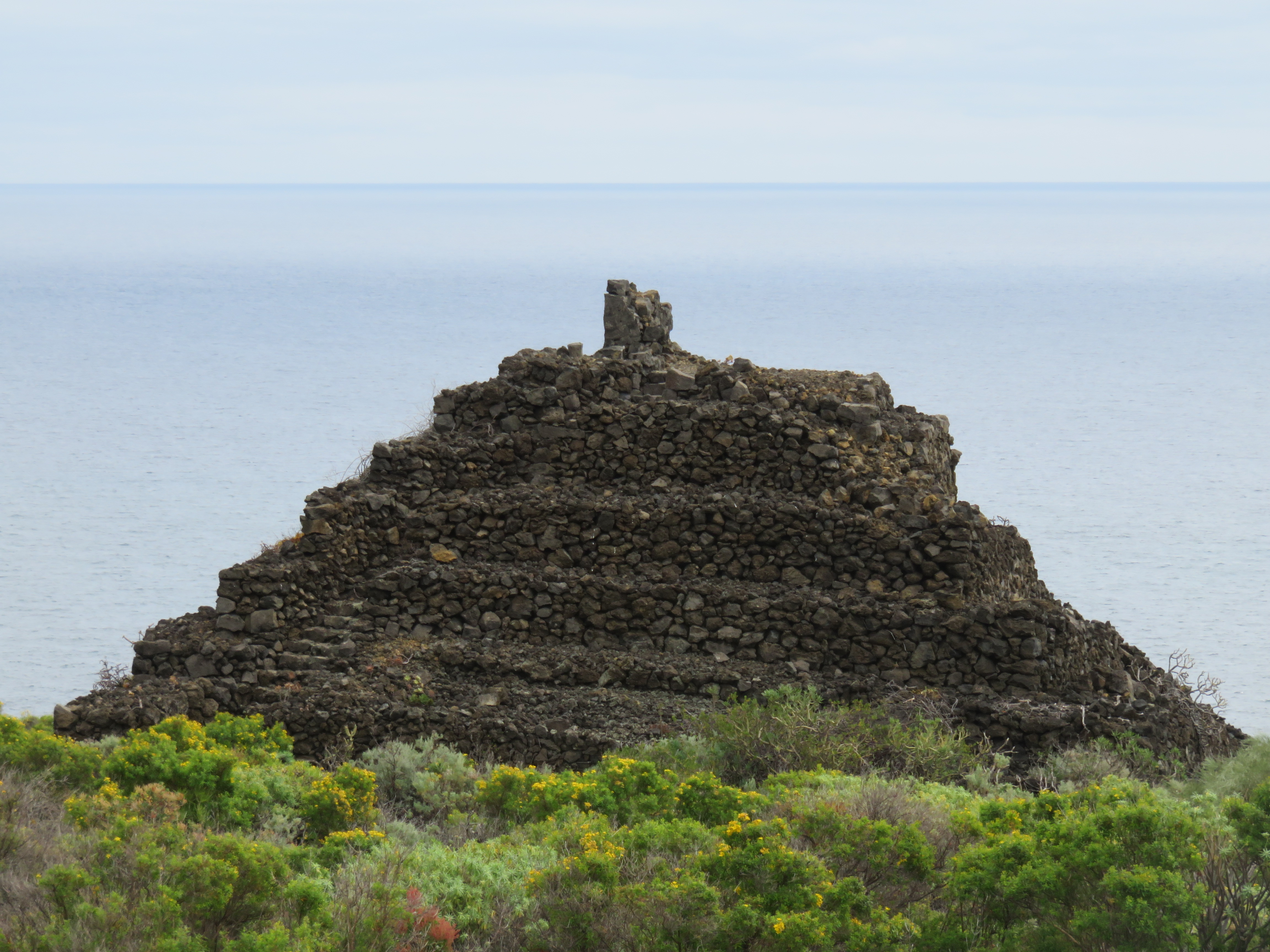
Torre Vandamme in Los Cancajos

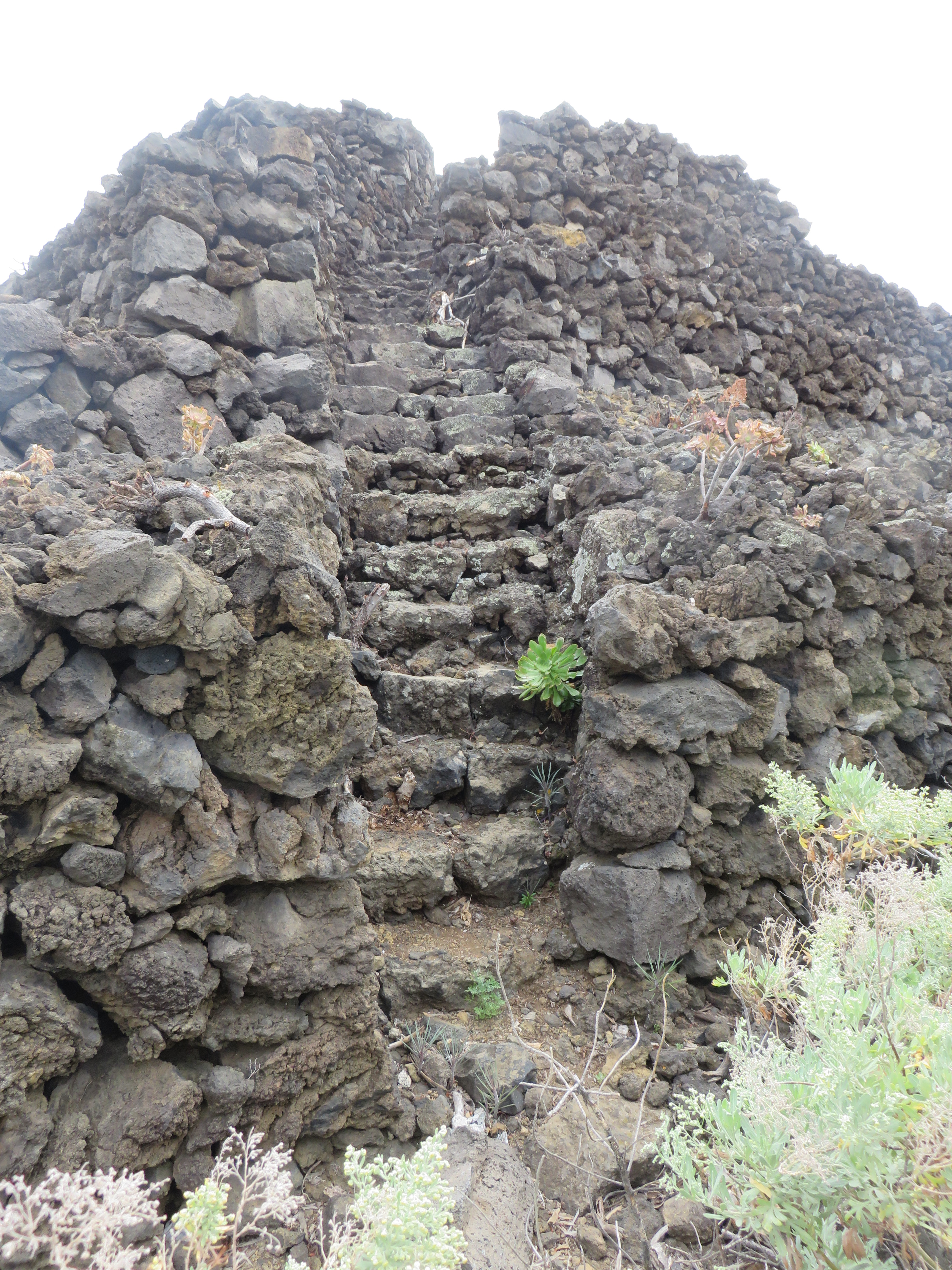
Torre Vandamme in Los Cancajos – Treppenaufgang

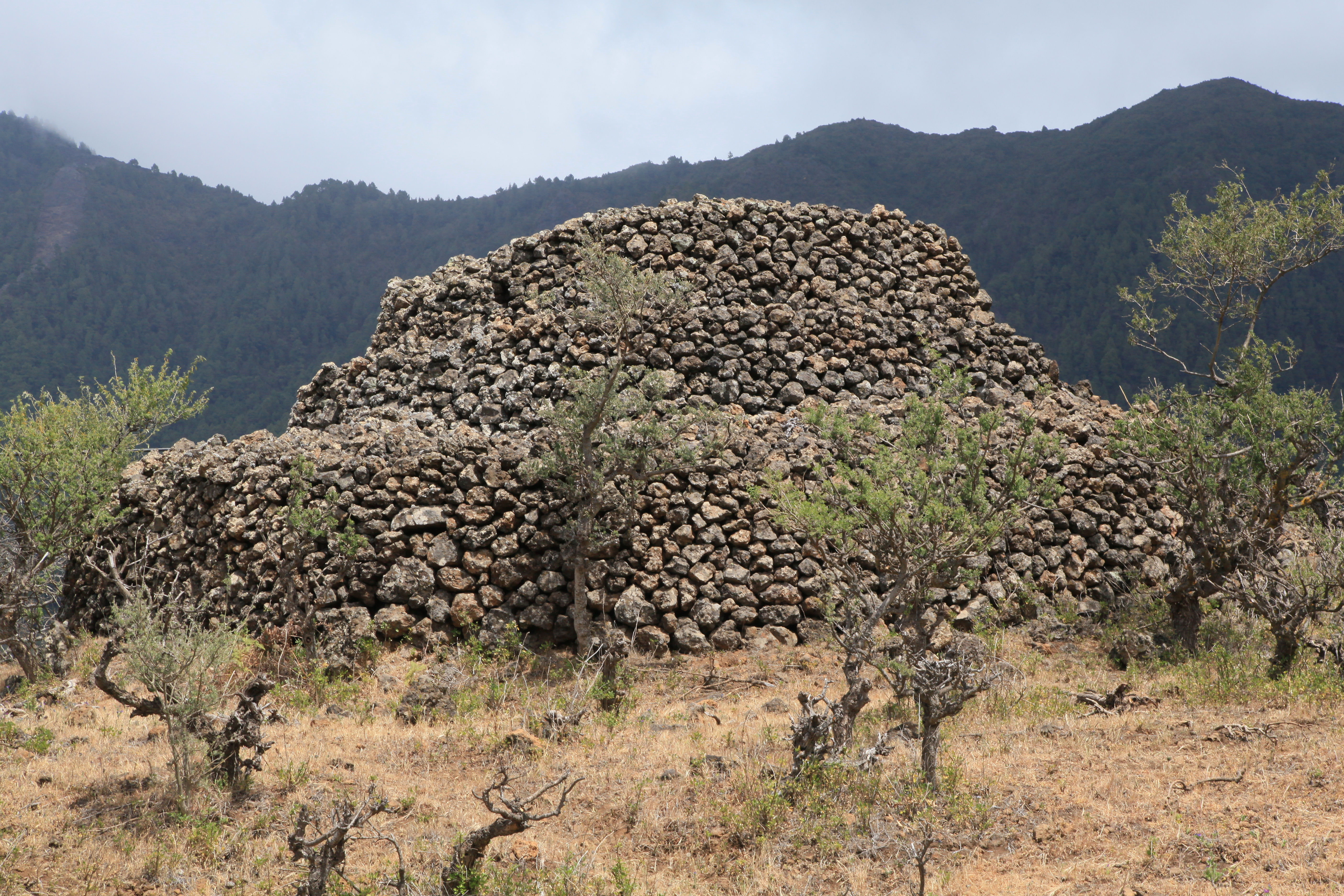
Runde Stufenpyramide in El Paso

Die Pyramiden von La Palma sind an verschiedenen Orten der Insel La Palma anzutreffen. Es sind aus mörtelfrei aufgeschichteten Lavasteinen aufgebaute Stufenpyramiden, die im oberen Bereich eine ebene Plattform besitzen, zu der eine im Lavagestein eingelassene Treppe hinaufführt.

## Vorkommen
Der „Torre Vandamme“ oder „El Guincho“ in Los Cancajos  in der Gemeinde Breña Baja befindet sich auf dem Steilhang oberhalb der Ferienanlage des Ortes und nahe der Landstraße LP-5.
Die Luftaufnahme der Stufenpyramide zeigt eine rechteckige Grundfläche von 27 × 17 Meter Seitenlänge. Das Bauwerk erhebt sich über sechs terrassenförmig umlaufende Abstufungen etwa 6 Meter hoch. Die auf der Westseite der Pyramide eingelassene Treppe besteht aus 32 teilweise von Hand bearbeitete Trittstufen. Auf der obersten Stufe befinden sich Überreste eines Turms (daher auch der Name „Torre Vandamme“, der zudem auf die frühere Eigentümerfamilie hinweist).
In der Gemeinde Breña Baja befinden sich zwei weitere Pyramiden, „Polvacera“ und „La Rosa“, die in einer sechsfachen Abstufung aufgebaut sind und ebenfalls auf der Westseite eine zur oberen Plattform führende Treppe besitzen; auch dort ist zum Teil die oberste Stufe tafelförmig, mit einem Turm darauf.
Im Ortszentrum von El Paso befindet sich eine weitere mehrstufige Pyramide. Auf der Hochebene von El Paso, „El Llano de la Pina“ sind eine Vielzahl pyramidenförmig aufgeschichteter Steinhaufen anzutreffen, die häufig auch Paredones („Gemäuer“) genannt werden. Diese Haufen sind meist in runder Form errichtet worden; ihnen fehlt zudem ein Treppenaufgang.
In Garafía befinden sich 17 (Lomo de Las Lajitas) und 8 (Llano de Las Ánimas) Steinhaufengruppen, die mit geometrischen Felsgravuren versehen sind. Ihre Bodenformen sind entweder kreisförmig, oval oder viereckig (z. T. rechteckig) mit Durchmessern zwischen 1,5 und etwas mehr als 4 Metern.
Im Landstrich von „El Calvario“, einem der Kultorte von Garafía, mit Steinsetzungen und etlichen Petyroglyphen, sollen sich – nach Berichten der Bewohner – noch vor 80 Jahren die Ruinen-Reste einer großen quadratischen Pyramide befunden haben.

## Deutung
Über die Erbauer und den Zweck der Pyramiden gibt es keine verlässlichen Informationen. Ein Problem besteht darin, dass das Alter der Steine bestimmt werden kann, nicht aber, wann sie zu Bauwerken zusammengefügt wurden. Nur im Fall von Grabungen, bei denen das Alter des Grundes, auf dem das Bauwerk errichtet wurde, bestimmt werden kann, sind archäologisch sichere Altersaussagen möglich.
Die Frage, welchen Ursprung die Pyramiden auf den Kanarischen Inseln haben, hat bislang eine umfangreiche Diskussion ausgelöst und zwei konträre Fraktionen gebildet.
Archäologische Untersuchungen der Pyramiden von Güímar auf Teneriffa ergaben, dass ihr Ursprung auf das 19. Jahrhundert zurückzuführen ist. Kanarische Forscher stellen danach die terrassenartigen Trockensteinbauten auf Teneriffa wie auch auf La Palma als das Werk von spanischen Bauern dar. Sie hätten die siedlungsnahen Felder von Steinen freigelesen und diese zu solchen pyramidalen Strukturen aufgeschichtet. Auf den Bauwerken seien Feigen und andere Früchte getrocknet worden.
Verschiedene sich gleichende Baumerkmale der kanarischen Pyramiden könnten demgegenüber auf einen vorspanischen Ursprung hinweisen. Die besondere Form der Pyramiden, die nach Westen ausgerichteten Treppen sowie die astronomische Ausrichtung der Hauptpyramide von Güímar auf die Sommer-Sonnenwende, veranlassten Forscher wie Thor Heyerdahl und Harald Braem den Ursprung der Pyramiden den Ureinwohnern der Inseln zuzuordnen, die diese für kulturelle Zwecke errichtet hatten.
Befürworter eines vorgeschichtlichen Ursprungs der Stufenpyramiden stützen diese Annahme mit der Schrift des Franziskaners Fray Juan de Abreu Galindo, „Historia de la Conquista de las Siete Islas de Canaria“, aus dem Jahr 1632, in der das Folgende gesagt wird:
Diese Palmeros beteten Götzen an, und es besaß jeder Fürst auf seinem Gebiet einen Anbetungsort. Sie häuften viele Steine zu einer Pyramide an, so hoch, wie man lose Steine schichten kann. Alle kamen dahin zu jenem Steinhaufen, und dort tanzten sie, sangen Klagelieder und kämpften, doch unterließen sie es nicht, daran zu denken, dass es im Himmel jemanden gab, dem sie Ehre zu erweisen hatten, und der ihrem Verstehen nach im Himmel war, den nannten sie Abora.
Nach The History of La Palma:
Die Guanchen lebten in Höhlen, wie die in der Nähe von Mazo Belmacho und Zaza in Garafia. Sie mumifizierten ihre Toten. Die Gaunche Religion scheint sich um Steinpyramiden  und den Roque Idafe in der Caldera de Taburiente zentriert zu haben. Das Erbe der Guanchen enthält Schnitzereien von geometrischen Formen, die handgemachte Keramik verziert.
Derartige Kultstellen mit ähnlichen Steinhaufen sind auch bei Berberstämmen des marokkanischen Hohen Atlas bekannt, aber auch aus dem spanischen Mittelmeerraum und aus Sizilien.
Nach Informationen des örtlichen Museums zur Geschichte der Insel haben Archäologen festgestellt, dass die Pyramide Torre Vandamme tatsächlich vorspanischen Ursprungs sei.